# شکل‌دهی ترافیک
شکل دهی ترافیک (به انگلیسی: Traffic shaping) به معنی کنترل ترافیک شبکه‌های کامپیوتری به منظور بهینه سازی یا تضمین عملکرد، بهبود زمان بیکاری با افزایش سرعت برای بعضی از بسته‌های شبکه و کاهش سرعت سایر بسته‌هاست.

## شرکت‌های ارائه‌دهنده خدمات اینترنتی و مدیریت ترافیک
شکل دهی به ترافیک به‌طور خاص مورد توجه شرکتهای ارائه‌دهنده خدمات اینترنتی می‌باشد. شبکه‌های گران قیمت و پرترافیک، دارایی اصلی ایشان محسوب می‌شود و از این لحاظ کانون توجه آن‌ها است. آن‌ها گاه از شکل‌دهی به ترافیک برای بهینه سازی شبکه‌های خود و گاه با شکل‌دهی هوشمندانه بسته به اهمیت استفاده می‌کنند.

### ارتباط با مدیریت ترافیک
شکل دهی به ترافیک یک تکنیک خاص از مجموعه تکنیک‌هایی است که مدیریت ترافیک را تشکیل می‌دهد. استفاده مرسوم حاضر - به‌طور خاص در بخش خدمات اینترنت خانگی - مفهومی مابین مفاهیم شکل‌دهی به ترافیک، مدیریت ترافیک و سیاستگذاری ترافیک و همچنین به‌طور کلی هر عملی است که عامدانه توسط ISP بر روی کارایی ترافیک IP کاربر اثر بگذارد.